# Малкиель, Яков Львович
Яков Львович Малкиель (22 июля 1914, Киев — 24 апреля 1998, Беркли) — американский этимолог и филолог, специалист по романским языкам, в частности, латинскому и испанскому. Основатель журнала Romance Philology.

## Биография
Родился в Киеве в зажиточной еврейской семье. Родители — банкир Лев Миронович Малкиель и Клара Моисеевна Зайцева. По материнской линии приходился родственником киевским фабрикантам Зайцевым, по отцовской линии состоял в родстве с московскими и петербургскими фабрикантами и подрядчиками Малкиелями. Внук киевского сахаропромышленника Моисея Ионовича Зайцева, племянник швейцарского экономиста Мануэля Моисеевича Зайцева (1885—1951).
Вырос и учился в Берлине. Несмотря на ранний интерес к литературе, он изучал лингвистику в Гумбольдтовском университете в Берлине, известном как Университет Фридриха-Вильгельма. В 1940 году его семья эмигрирует из нацистской Германии.
В 1943 году ему предложили вначале временную должность в Университете Калифорнии в Беркли, затем постоянную на должности профессора. Он преподавал до 1983 года на отделениях испанского языка, а затем лингвистики. В 1948 году сочетался браком с филологом из Аргентины, профессором Марией Росой Лида (после замужества де Малкиэль).
В 1970 году был одним из номинаторов Александра Солженицына на соискание Нобелевской премии по литературе.

## Семья
- Двоюродный брат — манхеттенский юрист и политик Леон Эндрю Малкиель (англ. Leon Andrew Malkiel, 1866—1932) — баллотировался на пост верховного прокурора штата Нью-Йорк в 1904 году и на пост судьи апелляционного суда Нью-Йорка (от партии социалистов) в 1912 и 1920 годах[6].
- Троюродные братья (по отцовской линии) — писатель Юрий Николаевич Тынянов, лингвист Виктор Максимович Жирмунский, журналист Яков Ноевич Блох и музыкальный педагог, виолончелист, профессор Токийской консерватории[англ.] Константин Исаакович Шапиро (1896—1992); по материнской линии — переводчик Рауль Сигизмундович Рабинерсон (1892—1944)[7][8]. Троюродные сёстры (по отцовской линии) — поэтесса Раиса Ноевна Блох; Магдалина Исааковна Лосская (в девичестве Малкиель-Шапиро, 1905—1968), жена историка церкви Владимира Николаевича Лосского (сын философа Н. О. Лосского) и мать филолога и богослова Николая Лосского (род. 1929); по материнской линии — поэтесса Гизелла Сигизмундовна Лахман. По материнской линии состоял в родстве с писателем и химиком Марком Алдановым[9].

## Основные работы
- Development of the Latin Suffixes -antia and -entia in Romance Languages. Berkeley: University of California Press, 1945.
- The Derivation of Hispanic fealdad(e), fieldad(e), and frialdad(e). Berkeley: University of California Press, 1945.
- Three Hispanic Word Studies. Berkeley: University of California Press, 1947.
- Hispanic algu(i)en and Related Formations. Berkeley, University of California Press, 1948.
- The Hispanic Suffix (i)ego. Berkeley: University of California Press, 1951.
- Studies in the Reconstruction of Hispano-Latin Word Families. Berkeley: University of California Press, 1954.
- Essays on Linguistic Themes. Oxford : Blackwell, 1968.
- Patterns of Derivational Affixation in the Cabraniego Dialect of East-Central Asturian. Berkeley: University of California Press, 1970.
- Etymological Dictionaries: A Tentative Typology. Chicago: University of Chicago Press, 1976.
- Etymology. Cambridge: Cambridge University Press, 1993.